# Badi al-Zaman
Badi' al-Zaman — en farsi بدیع الزمانd — (?- Istanbul, 1517) fou un sultà timúrida d'Herat que va governar de 1506 al 1507. Era el fill gran i successor de Hussayn Bayqara i germà de Muhàmmad Hussayn Mirza ibn Hussayn Bayqara.
Badi al-Zaman era governador d'Astarabad i vers el 1496 el seu pare li va donar el govern de Balkh. Llavors Badi va exigir que el seu fill Muhammad Mumin ocupés el seu lloc a Astarabad, i es va revoltar al no aconseguir-ho. Hussayn derrotà el seu fill i net (per separat), i va perdonar al primer però el net, que havia estat capturat i empresonat, fou executat. Badi es va rebel·lar altre cop al cap de poc temps (1497) i va marxar a Herat però fou derrotat; llavors Hussayn Bayqara va avançar cap a Balkh, defensada per Shaykh Ali Taghal que es va haver de rendir; Balkh fou donada a Ibrahim Hussayn Mirza, amb el que va deixar als amirs Muhammad Wali Beg i Shah Hussayn, retornant al Khorasan. Badi al-Zaman es va refugiar amb Khusraw Shah a Kunduz. Badi va aconseguir el suport dels begs arghuns de Kandahar i Zamindavar Dhu l-Nun i Shah Shuja Arghun.
El març de 1498 Hussayn atacà a Dhu l-Nun Arghun i el seu fill Shah Shuja. Badi al-Zaman, que s'havia casat amb la filla de Dhu l-Nun i germana de Shuja. Bust fou atacada i el governador es va rendir. A Bust Hussayn Bayqara agafà molts materials amb els quals va retornar a Khorasan. Era la segona vegada que Baykara iniciava un atac amb un gran exèrcit i no acabava de conquerir ni Kunduz, ni Hisor ni Kandahar que eren els seus objectius; això va revoltar als begs. Hussayn Bayqara va enviar un exèrcit manat per Muhammad Wali Beg a deposar el seu fill Muhammad Hussayn Mirza, governador d'Astarabad, que s'havia declarat hostil al pare. Aquest estava a la plana de Nishin prop d'Herat quan fou atacat sobtadament per Badi al-Zaman i Shah Shuja Beg Arghun, però el retorn de la força que venia d'Astrarabad va forçar a Badi al-Zaman i al beg Arghun a retirar-se cuita corrent.
In 1506 Hussayn Bayqara va morir i Badi al-Zaman es va proclamar sultà. Però el seu germà Muzaffar Husayn no el va reconèixer al·legant la seva rebel·lió i va reclamar el tron per a ell mateix. En mig de la lluita entre els germans els uzbeks dirigits per Muhàmmad Xaibani amenaçaven el Khorasan. Baber havia anat des de Kabul a Herat per ajudar a Hussayn Bayqara contra els uzbeks, pero havia arribat quan ja era mort, quan va veure que els germans lluitaven entre ells i no s'ocupaven de la lluita contra els uzbeks, es va retirar. A l'any següent, el 1507 els uzbeks es van apoderar d'Herat; els dos germans van fugir i Muzaffar va morir poc després; Badi al-Zaman va arribar a la cort del safàvida Ismail I de Pèrsia on va influir per l'expedició persa contra els uzbeks de Khorasan el 1510.
Després va viatjar a Istanbul on va morir el 1517.